# Astaena rockefelleri
Astaena rockefelleri är en skalbaggsart som beskrevs av Frey 1973. Astaena rockefelleri ingår i släktet Astaena och familjen Melolonthidae. Inga underarter finns listade.